# Fédération haïtienne des échecs
La Fédération haïtienne des échecs est l'organisme qui a pour but de promouvoir la pratique des échecs en Haïti.
Affiliée à la Fédération internationale des échecs, la Fédération haïtienne des échecs est également membre de l'Association internationale des échecs francophones.

## Historique
Fondée en 1985, la Fédération Haïtienne des Echecs (FHE) est une organisation privée de type associatif, conformément à l’article 31 de la Constitution Haïtienne.

## Organisation
Pour son bon fonctionnement, la FHE comporte les organes suivant :
- le secrétariat général, qui est l'organe Administratif de la FHE comprenant la commission de recours, la commission d'éthique et la commission de Discipline sont les organes juridictionnels ;
- la direction technique nationale qui comporte les commissions des compétitions, les commissions d'échecs scolaire, la commission médicale ;
- l'organe de marketing et de développement incluant la commission de marketing, la commission de promotion du jeu d'échecs auprès des femmes.